# Juan Carlos Espinoza Zerón
Juan Carlos Espinoza Zerón (Tela, Honduras, 24 de agosto de 1958) es un exfutbolista y entrenador hondureño.
Su hermano, Nahúm, también fue futbolista y actualmente es entrenador.

## Trayectoria

### Como jugador
Juan Carlos comenzó su carrera en 1980 con el Real España, donde alcanzó a ser campeón de la Liga Nacional al año siguiente. Posteriormente, en 1984, arribó al Olimpia y terminó convirtiéndose en una de sus leyendas históricas. Como jugador del cuadro albo conquistó cinco títulos de Liga Nacional, uno de Copa y uno de Copa de Campeones de la Concacaf. En 1989 fichó con la Liga Deportiva Alajuelense, pero su paso por el fútbol tico fue breve y, cuatro meses después, retornó a Olimpia para retirarse finalmente en 1996.

#### Selección nacional
Fue internacional con la Selección de fútbol de Honduras. Realizó su debut internacional en 1985 y disputó su último partido en diciembre de 1994 contra Estados Unidos en un amistoso. En total, jugó 14 partidos y anotó 2 goles.

##### Participaciones en Copa Uncaf
| Copa Uncaf      | Sede       | Resultado  |
| --------------- | ---------- | ---------- |
| Copa Uncaf 1991 | Costa Rica | Subcampeón |

##### Participaciones en Copa de Oro
| Copa de Oro      | Sede                    | Resultado      |
| ---------------- | ----------------------- | -------------- |
| Copa de Oro 1991 | Estados Unidos          | Subcampeón     |
| Copa de Oro 1993 | Estados Unidos · México | Fase de grupos |

#### Goles internacionales
| #  | Fecha               | Lugar                                                      | Rival       | Goles | Resultado | Competición      |
| -- | ------------------- | ---------------------------------------------------------- | ----------- | ----- | --------- | ---------------- |
| 1. | 2 de junio de 1991  | Estadio Ricardo Saprissa, San José, Costa Rica             | El Salvador | 1–0   | 2–1       | Copa Uncaf 1991  |
| 2. | 28 de junio de 1991 | Los Angeles Memorial Coliseum, Los Ángeles, Estados Unidos | Canadá      | 2–0   | 4–2       | Copa de Oro 1991 |

### Como entrenador
Ha dirigido a Olimpia en cuatro ocasiones (2002-2003, 2009, 2011 y 2013). Bajo su dirección técnica, el cuadro albo se ha hecho acreedor de tres títulos de Liga Nacional (Apertura 2002, Clausura 2009 y Clausura 2013).
También trabajó como asistente técnico de Raúl Martínez Sambulá (Selección de Honduras) y Danilo Tosello (Olimpia), así como de su hermano Nahúm (Real España y Olimpia).

## Clubes

### Como futbolista
| Club        | País       | Año         |
| ----------- | ---------- | ----------- |
| Real España | Honduras   | 1980 - 1981 |
| Olimpia     | Honduras   | 1984 - 1988 |
| Alajuelense | Costa Rica | 1989        |
| Olimpia     | Honduras   | 1989 - 1996 |

### Como entrenador
| Club                     | País                     | Año                      | Partidos dirigidos |
| ------------------------ | ------------------------ | ------------------------ | ------------------ |
| Olimpia                  | Honduras                 | 2002 - 2003              | 33                 |
| Olimpia                  | Honduras                 | 2009                     | 44                 |
| Olimpia                  | Honduras                 | 2011                     | 12                 |
| Olimpia                  | Honduras                 | 2013                     | 35                 |
| Total partidos dirigidos | Total partidos dirigidos | Total partidos dirigidos | 124                |

## Palmarés

### Como jugador
| Título            | Club        | País     | Año     |
| ----------------- | ----------- | -------- | ------- |
| Liga Nacional     | Real España | Honduras | 1980-81 |
| Liga Nacional     | Olimpia     | Honduras | 1984-85 |
| Liga Nacional     | Olimpia     | Honduras | 1987-88 |
| Copa de Campeones | Olimpia     | Honduras | 1988    |
| Liga Nacional     | Olimpia     | Honduras | 1989-90 |
| Liga Nacional     | Olimpia     | Honduras | 1993    |
| Copa de Honduras  | Olimpia     | Honduras | 1995    |
| Liga Nacional     | Olimpia     | Honduras | 1996    |

### Como entrenador
| Título          | Club    | País     | Año  |
| --------------- | ------- | -------- | ---- |
| Torneo Apertura | Olimpia | Honduras | 2002 |
| Torneo Clausura | Olimpia | Honduras | 2009 |
| Torneo Clausura | Olimpia | Honduras | 2013 |